# Kaze Tachinu (mangá)
Kaze Tachinu (風立ちぬ) é um mangá escrito e desenhado por Hayao Miyazaki, foi publicado na revista Model Graphix Hobby em 2009. A obra é livremente baseado no romance homônimo de Tatsuo Hori, que acompanha a história de Jiro Horikoshi e seu trabalho como designer aéreo até 1935, o ano em que o Mitsubishi A5M fez seu primeiro voo.
Em 2013, o mangá foi adaptado pelo Studio Ghibli no longa-metragem de animação Kaze Tachinu.

## Enredo
Protagonizado por Jiro Horikoshi, o engenheiro aeronáutico que durante a Segunda Guerra Mundial, concebeu numerosos aviões de combate utilizados pelos japoneses na guerra contra os americanos, incluindo o Mitsubishi A6M, utilizado no ataque a Pearl Harbor.

## Produção
Um entusiasta vitalício da aviação, Hayao Miyazaki começou a esboçar uma história sobre a vida de Jiro Horikoshi em 2008, após a conclusão de Gake no ue no Ponyo, e a criou em forma de mangá como um simples deleite pessoal. O seu título refere-se ao romance Kaze Tachinu de Tatsuo Hori, que por sua vez foi inspirado por uma passagem do poema Le Cimetière marin de Paul Valéry.